# 気田義也
気田 義也（きだ よしなり、1943年9月29日 - 2009年9月13日）は、日本の元アルペンスキー選手。東京都生まれ、北海道蘭越町育ち。北海道倶知安高等学校卒。
倶知安高校在学時の1961年に全日本スキー選手権大回転を制した。
早稲田大学進学後の1964年インスブルックオリンピックに出場し男子回転で34位、男子大回転で39位となっている。全日本スキー選手権では1965年、1966年と回転で連覇、北海道拓殖銀行就職後に出場した1968年のグルノーブルオリンピックでは予選で敗退した。2009年に死去。65歳没。